# Искра (Челябинская область)
Искра — посёлок в Троицком районе Челябинской области. Входит в состав Троицко-Совхозного сельского поселения.

## География
Рельеф — полуравнина (Зауральский пенеплен); ближайшие выс.— 281 и 282 м. Ландшафт — ковыльноразнотравная степь с редкими березовыми колками. И. связана проселочными и грунтовыми дорогами с соседними населенными пунктами. Расстояние до районного центра (Троицк) 73 км, до центра сельского поселения (пос. Скалистый) — 38 км.

## История
Поселок основан в нач. 20 в. на месте быв. переселенч. участка № 3. В 1930 жители организовали колхоз «Искра», в 1951 вошел на правах отделения в состав колхоза им. Ленина (Богородненский сельсовет), позднее — в состав совхоза «Троицкий» (в Искре разместилось 5-е отделение). В 1986 совхоз был преобразован в опытно-производств. х-во «Троицкое», ныне это гос. унитарное опытно-производств. с.-х. предпр. «Троицкое» Чел. НИИ с. х-ва.

## Население
| 2002 | 2010 |
| ---- | ---- |
| 157  | ↘107 |

По данным Всероссийской переписи, в 2010 году численность населения посёлка составляла 107 человек.
В 1928 — 134, в 1971 — 403, в 1995 — 177)

## Улицы
- Улица Мира
- Центральная улица